# 李俊 (水滸傳)
李俊，《水滸傳》人物，绰号“混江龍”。生得濃眉大眼，赤面鐵須，形體魁梧，使一口名喚「霜鋒」的利刃。

## 經歷
李俊為兼營走私鹽生意的揚子江船夫，與李立同為揭陽嶺地頭蛇，與穆弘兄弟及張橫兄弟合稱揭陽三霸。
仰慕重義氣的宋江，宋江發配江州時李俊第一個收到消息並想替宋江接風洗塵，但雙方錯過未照面，後來聽得宋江在李立的店喝酒被麻倒，李俊及時出面相救，宋江被穆弘、穆春追殺，和被張橫搶劫，都是李俊奔走解救。梁山好漢為救宋江劫法場後，由李俊與張順等人駕船載眾人逃跑，之後李俊跟著上了梁山。
李俊船上工夫了得，為梁山四寨水軍頭領之首。後來在征討方臘途中途經太湖榆柳莊，與當地船家「赤鬚龍」費保、「捲毛虎」倪雲、「太湖蛟」卜青、「瘦臉熊」狄成和童威、童猛結拜，同拜李俊為兄。
宋江打敗方臘後，李俊假稱中風，請求在蘇州城外離隊，並要求留下童威、童猛。他們三人和費保等四人打造船隻，從太倉港出海，後來成為暹罗國之主。

## 影視
- 1940年電影《混江龙李俊》：王元龙
- 1983年山东版《水浒》：王国亮
- 1998年央视版《水浒传》：杨宝光
- 2011年版《水浒传》：于承熙
- 2014年电影《打渔杀家》：陈晓龙